# Симбірське намісництво
Симбі́рське намі́сництво (рос. Симбирское наместничество) — адміністративно-територіальна одиниця в Російській імперії в 1780–1796 роках. Адміністративний центр — Симбірськ. Створене 27 грудня 1780 року на основі Симбірської провінції Казанської губернії. Складалося з 13 повітів. 12 грудня 1796 року перетворене на Симбірську губернію.